# Pasiovînî, Burîn
Pasiovînî (în ucraineană Пасьовини) este un sat în comuna Snijkî din raionul Burîn, regiunea Sumî, Ucraina.

## Demografie
Componența lingvistică a localității Pasiovînî
     Ucraineană (100%)
Conform recensământului din 2001, toată populația localității Pasiovînî era vorbitoare de ucraineană (100%).